# Lars (TV-serie)
Lars (danska: Store Lars) är en dansk romantisk komediserie från 2020. Första säsongen består av åtta avsnitt. Seriens manus har skrivits av Søren Frellesen, Maj Bovin och Lars Hjortshøj, medan Morten Boesdal Halvorsen har regisserat de åtta avsnitten.
Den svenska premiären äger rum den 23 april 2020 på Viaplay.

## Handling
Serien handlar om Lars (spelad av Lars Hjortshøj) som är en misslyckad skådespelare. Som nyskild är Lars redo för en förändring. Inte minst önskar han bli tagen på större allvar som skådespelare. Han träffar och förälskar sig i Julie vilket innebär att saker tar fart på ett annat sätt än vad som var planerat.

## Rollista (i urval)
- Martin Brygmann – grannen
- Ellen Hillingsø – exfrun
- Lars Hjortshøj – Lars
- Julie Agnete Vang – kärestan